# Confederação de Futebol da Oceania
A Confederação de Futebol da Oceania (em inglês: Oceania Football Confederation ou OFC) é uma das seis confederações continentais de futebol internacional filiadas à FIFA. É a autoridade máxima do futebol na Oceania e organiza as eliminatórias para a Copa do Mundo na região.
Ao contrário das outras confederações, a OFC não tinha direito a uma vaga direta para o mundial, cabendo ao campeão de suas eliminatórias ter que disputar um jogo de repescagem contra uma seleção de outra confederação até 2022. Contudo, como houve o aumento de participantes da Copa do Mundo, a OFC terá direito a uma vaga direta para o mundial e outra para a repescagem intercontinental a partir de 2026.

## História
A ideia de uma federação do Pacífico surgiu primeiramente em 1964, quando o mundo do futebol estava reunido em Tóquio para os Jogos Olímpicos. A confederação foi fundada em 1966, sendo os membros fundadores a Soccer Australia, New Zealand Football e Fiji Football Association.
A OFC se tornou uma confederação independente em 1996, com o propósito de classificação para a Copa de 1998, com apenas "meia vaga", ou o direito de competir em dois jogos, em ida-e-volta com o time que ficasse em quinto lugar nas Eliminatórias da Ásia.
A OFC e a sua "meia vaga" era lembrada pela maioria dos admiradores do futebol da Austrália como um impedimento para a classificação para a Copa do Mundo. O antigo capitão da Austrália, Johnny Warren, por exemplo, defendia abertamente que o país abandonasse a confederação da Oceania e que as duas melhores seleções da região (que seriam a Austrália e a Nova Zelândia) deveriam jogar pelas Eliminatórias da Ásia, onde teriam a chance de se classificar na seqüência de jogos ao invés de apenas em uma disputa tipo "mata-mata".
Em 24 de maio de 2004, a Nova Caledônia se tornou o 12º membro da OFC. Já em 2005, a confederação da Austrália entrou em negociação com a Confederação Asiática de Futebol com o objetivo de uma possível mudança da OFC para a AFC. Em 23 de março, o comitê executivo da AFC aprovou de forma unânime a proposta da Austrália. O próximo passo na mudança da Austrália para a AFC foi o pedido formal para se desligar da OFC, que foi aprovado de forma unânime pelo comitê executivo da OFC em 17 de abril. Em julho do mesmo ano, a FIFA aprovou a transferência e em 1 de janeiro de 2006, a Austrália deixou a OFC e filiou-se à AFC.
Na Copa do Mundo FIFA de 2010, a Nova Zelândia ficou em terceiro lugar em seu grupo, sendo eliminada na primeira fase, mas conquistando o feito de ser a unica seleção invicta da Copa, já que empatou os três jogos, entre eles um empate de 1 a 1 com a seleção italiana, que na época era a atual campeã.
Em 2014, o time neozelandês Auckland City surpreendeu o mundo do futebol ao chegar nas semifinais da Copa do Mundo de Clubes da FIFA, terminando na 3ª colocação do torneio. Em 2015 e 2017, a seleção do Taiti foi vice-campeã mundial de futebol de areia, o melhor resultado de um membro da OFC em um torneio oficial da FIFA.

## Membros
Ao todo são 13 seleções afiliadas a OFC, porém, duas seleções são membros associados, portanto, apenas 11 são membros plenos e estão aptos a disputarem competições da FIFA, como as Eliminatórias da Copa do Mundo FIFA.
Notas
1. ↑  Território não incorporado dos Estados Unidos
2. ↑  Estado associado livre com a Nova Zelândia
3. 1 2  Território da França

### Membros associados
- Kiribati
- Tuvalu[4]

### Antigos membros
- Austrália (1966–1972, 1978–2006)[5]
- Ilhas Marianas Setentrionais (como membro associado 1998–2009)
- Taipé Chinês (1976–1978, 1982–1989)
- Niue (como membro associado 2006–2021)[6]

- Israel disputou as eliminatórias da Copa do Mundo pela OFC em 1986 e 1990 devido a razões políticas, embora nunca tenha se tornado membro oficial da OFC.

### Não-membros
- Estados Federados da Micronésia
- Ilhas Marshall
- Nauru
- Palau
- Wallis e Futuna
- Ilha Norfolk
- Toquelau
- Pitcairn

## Representantes da OFC na Copa do Mundo
- 1974 -  Austrália*
- 1982 -  Nova Zelândia
- 2006 -  Austrália*
- 2010 -  Nova Zelândia

(*) Antigo membro

## Desempenho em campeonatos internacionais
Este é o desempenho de seleções e clubes da OFC em campeonatos internacionais da Federação Internacional de Futebol (FIFA), Comité Olímpico Internacional (COI) e outros:

### Seleções
- Copa do Mundo
  - 16º lugar -  Austrália (2006*)
- Copa do Mundo de Futebol Feminino
  - 11º lugar -  Nova Zelândia (1991); (1999)
- Jogos Olímpicos
  - 4º lugar -  Austrália (1992)
- Jogos Olímpicos (futebol feminino)
  - 5º lugar -  Austrália (2004)
- Copa das Confederações
  - 2º lugar -  Austrália (1997)
  - 3º lugar -  Austrália (2001)
- Campeonato Mundial Sub-20
  - 4º lugar -  Austrália (1993)
- Campeonato Mundial Sub-17
  - 2º lugar -  Austrália (1999)
- Copa do Mundo de Futebol de Areia
  - 2º lugar -  Taiti (2015)
  - 4º lugar -  Taiti (2013)
- Torneio Bicentenário da Austrália
  - 2º lugar -  Austrália (1988)

(*) Classificação para a competição obtida antes da mudança para a AFC.

### Clubes
- Copa do Mundo de Clubes da FIFA (2000; 2005 a 2023)/Copa Intercontinental da FIFA (a partir de 2024)
  - 3º lugar -  Auckland City (2014)
  - 5º lugar -   Sydney FC (2005);   Auckland City (2009)
  - 6º lugar -  Auckland City  (2006);  Auckland City (2024)
  - 7º lugar - Waitakere United (2007, 2008);  Auckland City (2011, 2012, 2013, 2016, 2017);  Hekari United (2010);  Team Wellington Football Club (2018);  Hienghène Sport (2019);
  - 8º lugar -  South Melbourne (2000)

- Mundial de Clubes FIFA
  - A definir -  Auckland City  (2025)

## Ligações Externas
- «Site oficial da OFC» (em inglês)
- «Site oficial do Presidente da OFC» (em inglês)